# Suwaru (Pagelaran)
Suwaru is een bestuurslaag in het regentschap Malang van de provincie Oost-Java, Indonesië. Suwaru telt 1399 inwoners (volkstelling 2010).